# Filibote

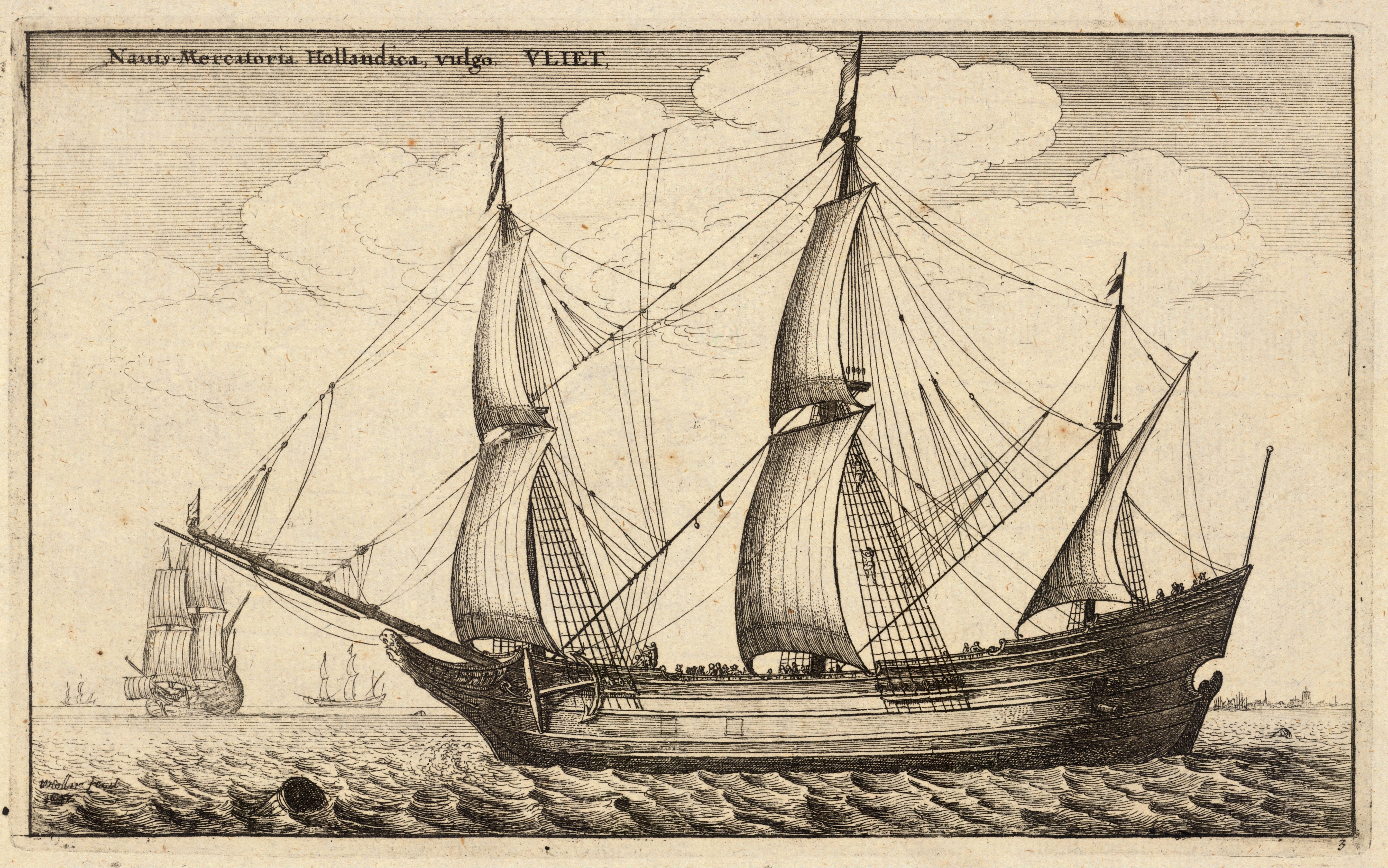
Fluyts holandesas del

Un filibote (en holandés fluyt) era un tipo de velero originalmente diseñado como buque de carga general. Originario de los Países Bajos en el siglo XVI, fue creado para facilitar el transporte transoceánico con el máximo espacio y eficiencia de tripulación, al punto de que el diseño estándar no contaba con armamento, para maximizar el espacio. También utilizó extensivamente poleas de carga pesada para facilitar sus operaciones.
El filibote obtuvo fama por su éxito en expandir y facilitar el comercio internacional de Holanda con el resto del mundo, y fue muy utilizado por la Compañía Holandesa de las Indias Orientales durante los siglos XVII y XVIII.
El diseño de los filibotes era muy similar al de los galeones de aquella época. Tenía una cubierta estrecha, para evadir los fuertes impuestos establecidos por Dinamarca en el estrecho de Oresund, que se calculaban según el tamaño de la cubierta principal. El mástil era bastante más alto que los de los galeones de su época, para ganar más velocidad con su mayor capacidad de cargar velas. A veces los filibotes eran armados con cañones y actuaban como veleros auxiliares, lo que era una práctica común en el mar Báltico.